# Серебрянка (Нижньотагільський міський округ)
Серебря́нка (рос. Серебрянка) — село у складі Нижньотагільського міського округу Свердловської області.
Населення — 598 осіб (2010, 963 2002).
Національний склад станом на 2002 рік: росіяни — 95 %.